# محمد عبد السلام (لاعب كرة قدم)
محمد عبد السلام محمد عبد الحميد هو لاعب كرة قدم مصري، ولد في 1 أكتوبر 1997. يلعب لصالح نادي الزمالك.

## الإنجازات

### منتخب مصر (تحت 23 سنة)
- كأس أمم إفريقيا تحت 23 سنة : (2019)

### الزمالك
- الدوري المصر الممتاز (1): 2020–21
- كأس السوبر المصري السعودي : (2018)
- كأس الكونفيدرالية الأفريقية : (2019)
- كأس مصر : (2019)
- كأس السوبر المصري : (2020)
- كأس السوبر الأفريقي : (2020)